# Barkleyanthus
Barkleyanthus é um género botânico pertencente à família Asteraceae.
Trata-se de um gênero monotípico, contendo somente a espécie Barkleyanthus salicifolius, anteriormente classificada no gênero Senecio.